# Hubert Wołąkiewicz
Hubert Wołąkiewicz (Skarżysko-Kamienna, 21 ottobre 1985) è un calciatore polacco, difensore del Wiara Lecha.

## Carriera

### Club
Dal 2011 gioca per il Lech Poznań, squadra di cui è titolare.

### Nazionale
Ha esordito con la nazionale maggiore polacca il 12 ottobre 2010, in un pareggio per 2-2 contro l'Ecuador.

## Palmarès

### Club

#### Competizioni nazionali
- Campionato polacco: 1

Lech Poznań: 2014-2015
- Supercoppa di Polonia: 1

Lech Poznań: 2015

## Statistiche

### Cronologia presenze e reti in nazionale
| Cronologia completa delle presenze e delle reti in nazionale ― Polonia | Cronologia completa delle presenze e delle reti in nazionale ― Polonia | Cronologia completa delle presenze e delle reti in nazionale ― Polonia | Cronologia completa delle presenze e delle reti in nazionale ― Polonia | Cronologia completa delle presenze e delle reti in nazionale ― Polonia | Cronologia completa delle presenze e delle reti in nazionale ― Polonia | Cronologia completa delle presenze e delle reti in nazionale ― Polonia | Cronologia completa delle presenze e delle reti in nazionale ― Polonia |
| Data                                                                   | Città                                                                  | In casa                                                                | Risultato                                                              | Ospiti                                                                 | Competizione                                                           | Reti                                                                   | Note                                                                   |
| ---------------------------------------------------------------------- | ---------------------------------------------------------------------- | ---------------------------------------------------------------------- | ---------------------------------------------------------------------- | ---------------------------------------------------------------------- | ---------------------------------------------------------------------- | ---------------------------------------------------------------------- | ---------------------------------------------------------------------- |
| 12-10-2010                                                             | Montréal                                                               | Ecuador                                                                | 2 – 2                                                                  | Polonia                                                                | Amichevole                                                             | -                                                                      |                                                                        |
| 17-11-2010                                                             | Poznań                                                                 | Polonia                                                                | 3 – 1                                                                  | Costa d'Avorio                                                         | Amichevole                                                             | -                                                                      | 90’                                                                    |
| 10-12-2010                                                             | Adalia                                                                 | Bosnia ed Erzegovina                                                   | 2 – 2                                                                  | Polonia                                                                | Amichevole                                                             | -                                                                      | 54’ 62’                                                                |
| 6-2-2011                                                               | Vila Real de Santo Antonio                                             | Moldavia                                                               | 0 – 1                                                                  | Polonia                                                                | Amichevole                                                             | -                                                                      |                                                                        |
| Totale                                                                 |                                                                        | Presenze                                                               | 4                                                                      |                                                                        | Reti                                                                   | 0                                                                      |                                                                        |